# الجعيمة
الجعيمة منطقة صناعية، وزراعية تقع بالمنطقة الشرقية  في المملكة العربية السعودية على ساحل الخليج العربي وهي تقع شمالاً من مدينتي صفوى ورأس تنورة وتتبع إدارياً محافظة رأس تنورة.

## إداريًا
تعتبر الجعيمه أحد المواقع التابعة لمحافظة رأس تنورة إداريا ويتواجد بها معامل للغاز ومعامل للفرز الزيت عن الغاز ومحطة لتوليد الكهرباء لإمداد المنطقة الشرقية وخصوصاً معامل التكرير برأس تنورة بالطاقة اللازمة لتشغيلها, كما أنه يتم إنشاء كلية تقنية ومعاهد صناعية بالجعيمة لخدمة محافظتي رأس تنورة والقطيف بالإضافة إلى الجبيل

## مرافق
يوجد بالجعيمة كذلك إسكان للعمالة الوافدة ومقار للشركات ومقر لقوة آمن المنشآت بمحافظة رأس تنورة وتكثر بالمنطقة المزارع والتي تصدر إنتاجها إلى الأسواق المحلية.
ويوجد في بر فارس على الساحل الشرقي للخليج العربي قرية أخرى تحمل نفس الاسم. وقد كان يسكن بها فخذ من آل الجبور اسمه آل نصور قبل أن ينتقل إلى الساحل الآخر وينقلوا إليها الاسم والهوية.